# Obermaßfeld-Grimmenthal
Obermaßfeld-Grimmenthal település Németországban, azon belül Türingiában. Lakosainak száma 1229 fő (2023. december 31.).

## Népesség
A település népességének változása:
| Lakosok száma | 1221 | 1238 | 1255 | 1252 | 1250 | 1229 |
|               | 2014 | 2017 | 2019 | 2021 | 2022 | 2023 |